# پارک ملی ادزالا-کوکووا
پارک ملی ادزالا-کوکووا (به لاتین: Odzala-Kokoua National Park) یک پارک ملی در جمهوری کنگو است که در بخش کووت اوست واقع شده‌است.